# Општина Озун (Ковасна)
Озун (рум. Ozun) општина је у Румунији у округу Ковасна.
Oпштина се налази на надморској висини од 526 m.